# Universität der Künste v Berlíně
Universität der Künste Berlin, zkráceně UdK Berlin (Univerzita umění v Berlíně), je německá univerzita, která vznikla spojením dvou škol v roce 1975. Její základy byly však položeny již v roce 1696 na Akademií umění.
Univerzita má kolem 4000 studentů a specializuje se na architekturu, média, design, hudbu a interpretační umění.

## Osobnosti spojené s univerzitou
- Claudio Arrau (klavírista)
- Eduard Franck
- Leopold Godowsky
- Günter Grass (spisovatel)
- Otto Klemperer (dirigent)
- Dea Loher (spisovatelka)
- Moritz Moszkowski
- Isabel Mundry (skladatelka)
- Aurèle Nicolet (flétnista)
- Arnold Schönberg (skladatel)
- Bruno Walter (skladatel)
- Leo van Doeselaar (varhaník)